# Cratere Mariko
Mariko  è un cratere sulla superficie di Venere.